# Ceratogyrus
Genre
Synonymes
- Coelogenium Purcell, 1902

Ceratogyrus est un genre d'araignées mygalomorphes de la famille des Theraphosidae.

## Distribution
Les espèces de ce genre se rencontrent en Afrique australe.

## Liste des espèces
Selon World Spider Catalog (version 20.0, 14/02/2019) :
- Ceratogyrus attonitifer Engelbrecht, 2019
- Ceratogyrus brachycephalus Hewitt, 1919
- Ceratogyrus darlingi Pocock, 1897
- Ceratogyrus dolichocephalus Hewitt, 1919
- Ceratogyrus hillyardi (Smith, 1990)
- Ceratogyrus marshalli Pocock, 1897
- Ceratogyrus meridionalis (Hirst, 1907)
- Ceratogyrus paulseni Gallon, 2005
- Ceratogyrus pillansi (Purcell, 1902)
- Ceratogyrus sanderi Strand, 1906

## Publication originale
- Pocock, 1897 : On the spiders of the suborder Mygalomorphae from the Ethiopian Region, contained in the collection of the British Museum. Proceedings of the Zoological Society of London, vol. 1897, p. 724-774.